# Carlo Boukhalfa
Carlo Boukhalfa (* 3. Mai 1999 in Freiburg im Breisgau) ist ein deutscher Fußballspieler. Er wurde überwiegend beim SC Freiburg ausgebildet und steht seit Sommer 2025 beim FC St. Gallen unter Vertrag.

## Karriere
Boukhalfa wechselte 2012 vom PTSV Jahn Freiburg zum SC Freiburg, wo er bis 2018 die restlichen Jugendstationen durchlief. Im Jahr 2018 konnte er mit der U19 den DFB-Pokal der Junioren gewinnen und wurde schließlich im Sommer 2018 Teil der 2. Mannschaft in der Regionalliga Südwest.
Insgesamt drei Spielzeiten verbrachte er mit der Zweitvertretung des SC Freiburg in der Regionalliga Südwest, ehe in der Saison 2020/21 als Meister der Aufstieg in die 3. Liga gelang. In der Aufstiegssaison fiel Boukhalfa aufgrund von Leistenproblemen von Januar 2021 bis April 2021 aus und kam dadurch auf lediglich 16 Einsätze. Boukhalfa stand in dieser Spielzeit auch erstmals im Kader der 1. Mannschaft, blieb jedoch ohne Einsatz in der Liga. Sein erstes Spiel für die Profis absolvierte er in der 1. Runde im DFB-Pokal 2020/21 beim 2:1-Erfolg über den SV Waldhof Mannheim, wurde er zur 2. Halbzeit für Yannik Keitel eingewechselt.
Zur Saison 2021/22 wechselte Boukhalfa für ein Jahr auf Leihbasis in die 2. Bundesliga zum SSV Jahn Regensburg. Dort absolvierte er unter Mersad Selimbegović 31 Ligaspiele, stand 25-mal in der Startelf und erzielte 4 Tore.
Zur Saison 2022/23 kehrte Boukhalfa nicht mehr zum SC Freiburg zurück, sondern wechselte innerhalb der 2. Bundesliga zum FC St. Pauli. Im Sommer 2025 erhielt er keinen neuen Vertrag und verließ die Hamburger. Daraufhin wechselte er in die Schweiz zum FC St. Gallen und unterschrieb dort einen Vertrag bis 2027.

## Titel
- Deutscher Zweitligameister und Aufstieg in die Bundesliga: 2024 (FC St. Pauli)
- Meister der Regionalliga Südwest und Aufstieg in die 3. Liga: 2021 (SC Freiburg II)
- Deutscher A-Junioren-Pokalsieger: 2018 (SC Freiburg)